# Lübbersdorfer Kiesgrube
Die Lübbersdorfer Kiesgrube ist ein Naturschutzgebiet in der schleswig-holsteinischen Stadt Oldenburg in Holstein im Kreis Ostholstein. Das Naturschutzgebiet liegt westlich von Oldenburg in Holstein. Es stellt eine ehemalige Kiesgrube unter Schutz. Es wird von Magergrasfluren und Kleingewässern sowie teilweise mit Gehölzen bestandenen Flächen geprägt. Die ehemalige Kiesgrube zeichnet sich durch eine artenreiche, wärmeliebende Flora aus.